# SummerSlam
SummerSlam er et pay-per-view-show inden for wrestling produceret af World Wrestling Entertainment. Det er ét af organisationens månedlige shows og er blevet afholdt i august siden 1988.
SummerSlam er ét af WWE's "fire store" shows sammen med Royal Rumble, WrestleMania og Survivor Series, og det er også ét af de mest populære. I slutningen af 1980'erne begyndte ejeren af WWE, Vince McMahon, at erstatte sine tv-programmer med store pay-per-view-shows. Han havde allerede Royal Rumble (i januar), WrestleMania (i marts) og Survivor Series (i november) og manglede derfor et sommer-show i august. Han skabte dermed SummerSlam, og de fire shows har haft store succes lige siden.
WWE udgav 5. august 2008 en komplet dvd-boks med titlen SummerSlam: The Complete Anthology, som indeholder hvert SummerSlam-show fra 1988 til 2007 i fuld længde.

## Resultater

### 2009
SummerSlam 2009 fandt sted d. 23. august 2009 fra Staples Center i Los Angeles, Californien.
- WWE Intercontinental Championship: Rey Mysterio besejrede Dolph Ziggler
- Montel Vontavious Porter besejrede Jack Swagger
- WWE Tag Team Championship: Chris Jericho og Big Show besejrede Cryme Tyme (Shad Gaspard og JTG)
- Kane besejrede The Great Khali (med Ranjin Singh)
- D-Generation X (Triple H og Shawn Michaels) besejrede The Legacy (Cody Rhodes og Ted DiBiase)
- ECW Championship: Christian besejrede William Regal (med Vladimir Kozlov og Ezekiel Jackson)
- WWE Championship: Randy Orton besejrede John Cena
- WWE World Heavyweight Championship: CM Punk besejrede Jeff Hardy i en TLC Match

### 2010
SummerSlam 2010 fandt sted d. 15. august 2010 fra Staples Center i Los Angeles, Californien.
- WWE Intercontinental Championship: Dolph Ziggler kæmpede uafgjort mod Kofi Kingston
- WWE Divas Championship: Melina besejrede Alicia Fox
- Big Show besejrede The Straight Edge Society i 3-mod-1 Handicap match
- WWE Championship: Randy Orton besejrede Sheamus via diskvalifikation
  - Pga. diskvalifikationen beholdt Sheamus sin VM-titel.
- WWE World Heavyweight Championship: Kane besejrede Rey Mysterio
- Team WWE (John Cena, John Morrison, R-Truth, Bret Hart, Edge, Chris Jericho og Daniel Bryan) besejrede Nexus (Wade Barrett, David Otunga, Justin Gabriel, Heath Slater, Darren Young, Skip Sheffield og Michael Tarver) i en syv-mod-syv elimination tag team match

### 2011
SummerSlam 2011 fandt sted d. 14. august 2011 fra Staples Center i Los Angeles, Californien.
- Kofi Kingston, Rey Mysterio og John Morrison besejrede Alberto Del Rio, R-Truth og The Miz
- Mark Henry besejrede Sheamus ved countout
- WWE Divas Championship: Kelly Kelly (med Eve) besejrede Beth Phoenix (med Natalya)
- Wade Barrett besejrede Daniel Bryan
- WWE World Heavyweight Championship: Randy Orton besejrede Christian i en no holds barred match
  - Randy Orton vandt VM-titlen i WWE for niende gang.
- Undisputed WWE Championship: CM Punk besejrede John Cena
  - Både CM Punk og John Cena var verdensmestre inden kampen.
  - Triple H var kampens dommer.
  - Efter CM Punk var blevet den ubestridte WWE-mester, kom Kevin Nash til ringen og lavede en powerbomb på CM Punk.
- WWE Championship: Alberto Del Rio besejrede CM Punk
  - Efter angrebet fra Kevin Nash kom Alberto Del Rio, der havde vundet rettigheden til en VM-titelkamp når som helst ved WWE's Money in the Bank, til ringen og forlangte VM-titelkampen mod CM Punk, som han vandt uden problemer.

## Main events
| År   | Main Event | Titel                              |
| ---- | --- | ---------------------------------- |
| 1988 | Hulk Hogan og Randy Savage vs. Ted DiBiase og Andre the Giant |                                    |
| 1989 | Hulk Hogan og Brutus Beefcake vs. Randy Savage og Zeus |                                    |
| 1990 | Ultimate Warrior vs. Rick Rude | WWF Championship                   |
| 1991 | Hulk Hogan og Ultimate Warrior vs. Sgt. Slaughter, Cononel Mustafa og General Adman |                                    |
| 1992 | Bret Hart vs. British Bulldog | WWF Intercontinental Championship  |
| 1993 | Yokozuna vs. Lex Luger | WWF Championship                   |
| 1994 | The Undertaker vs. "The Undertaker" |                                    |
| 1995 | Diesel vs. King Mabel | WWF Championship                   |
| 1996 | Shawn Michaels vs. Vader | WWF Championship                   |
| 1997 | The Undertaker vs. Bret Hart | WWF Championship                   |
| 1998 | Steve Austin vs. The Undertaker | WWF Championship                   |
| 1999 | Steve Austin vs. Mankind vs. Triple H | WWF Championship                   |
| 2000 | The Rock vs. Kurt Angle vs. Triple H | WWF Championship                   |
| 2001 | Booker T vs. The Rock | WCW Championship                   |
| 2002 | The Rock vs. Brock Lesnar | WWE Undisputed Championship        |
| 2003 | Triple H vs. Chris Jericho vs. Kevin Nash vs. Shawn Michaels vs. Randy Orton vs. Goldberg | WWE World Heavyweight Championship |
| 2004 | Chris Benoit vs. Randy Orton | WWE World Heavyweight Championship |
| 2005 | Hulk Hogan vs. Shawn Michaels |                                    |
| 2006 | Edge vs. John Cena | WWE Championship                   |
| 2007 | John Cena vs. Randy Orton | WWE Championship                   |
| 2008 | The Undertaker vs. Edge |                                    |
| 2009 | Jeff Hardy vs. CM Punk | WWE World Heavyweight Championship |
| 2010 | John Cena, Daniel Bryan, Edge, Chris Jericho, Bret Hart, John Morrison og R-Truth vs. Nexus (Wade Barrett, Justin Gabriel, Heath Slater, David Otunga, Skip Sheffield, Michael Tarver og Darren Young) |                                    |
| 2011 | CM Punk vs. John Cena | "Undisputed" WWE Championship      |
| 2012 | Brock Lesnar vs. Triple H |                                    |
| 2013 | John Cena vs. Daniel Bryan | WWE Championship                   |